# (29318) 1994 PH14
A (29318) 1994 PH14 a Naprendszer kisbolygóövében található aszteroida. Eric Walter Elst fedezte fel 1994. augusztus 10-én.